# 43667 Дюмлупінар
43667 Дюмлупінар  (43667 Dumlupinar) — астероїд головного поясу, відкритий 4 квітня 2002 року.
Тіссеранів параметр щодо Юпітера — 3,454.